# HMS Theseus (1892)
HMS Theseus byl britský chráněný křižník třídy Edgar Royal Navy. Lodě třídy Edgar byly hlavně zmenšenou verzí třídy Blake. Theseus byl spuštěn na vodu v Blackwallu v Londýně 8. září 1892 a uveden do služby 14. ledna 1896.
Byl členem speciální letecké eskadry. Byl pomocná loď HMS Cambridge v letech 1905–1913. V únoru 1913 se Theseus přidal k výcvikové eskadře v Queenstownu.
Když vypukla v roce 1914 válka, Theseus se připojil k desáté eskadře. Dne 14. října, kdy křižník spolu se sesterskou lodí HMS Hawke hlídkoval v Severním moři, byl napaden ponorkou U-9. Torpédo minulo Thesea, ale zasáhlo křižník Hawke. Následně došlo k výbuchu ve skladu munice, který loď zničil. Jen 70 z 594 členů posádky přežilo.
Theseus byl přezbrojen a účastnil se bitvy o Gallipoli. V roce 1916 sloužil ve Středozemním moři a poté poslán do Bílého moře. V roce 1918 byl poslán do Egejského moře a stal se skladištní lodí. V roce 1919 byl poslán do Černého moře. Do Velké Británie se vrátil roku 1920, následující rok byl v Německu rozebrán.